# 神奈川臨海鉄道千鳥線

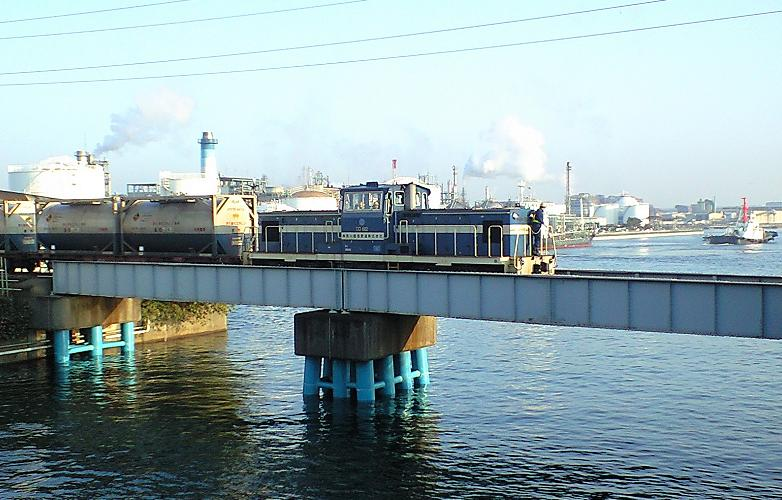
千鳥線を走行する貨物列車（2008年11月）

千鳥線（ちどりせん）は、神奈川県川崎市川崎区の川崎貨物駅から千鳥町駅に至る神奈川臨海鉄道の鉄道路線である。

## 路線データ
- 管轄（事業種別）：神奈川臨海鉄道（第一種鉄道事業者）
- 路線距離：4.2km[1]
- 営業キロ：25.0km（事実上の運賃計算キロ）
- 軌間：1067mm
- 駅数：2駅（起終点駅含む）
- 複線区間：なし（全線単線）
- 電化区間：なし（全線非電化）
- 閉塞方式：スタフ閉塞式

## 概要

東船溜踏切から見る「東線分岐」（2022年5月29日撮影）

川崎区臨海部の埋立地である千鳥町を反時計回りに半周する形で走る貨物線である。主に化成品輸送が行われている。運転士が降りて手動で操作する踏切がある。
日本貨物鉄道（JR貨物）の川崎貨物駅を出て、千鳥運河を渡るとすぐに分岐点（通称：東線分岐）がある。この分岐を西に向かうものが川崎市営埠頭に至る本線で、南下するものは「千鳥東線」と呼ばれる。
東線分岐より川崎市営埠頭方面には「千鳥町西群線」と呼ばれる小規模な操車場が存在する。以南は川崎市営埠頭で、埠頭にある線路の終端が千鳥町駅の中心（川崎貨物駅から4.2km地点）となっている。かつて本線から分岐していた周辺の専用線には廃線区間も多い。
2010年時点で千鳥東線には昭和電工向けのEDTAタンクコンテナ輸送が1日1便設定されているのみであった。千鳥東線の終端は2008年5月1日付で昭和電工専用線分岐の先約50mの地点に移設されている。千鳥東線は2022年頃に廃止され、2024年12月までには線路が撤去されている。

## 運行形態
2012年3月17日改正時点で1日4往復の貨物列車が設定されている。4往復の定期列車のうち3往復は西群線脇の側線で荷役される酸化エチレンといった化成品の発送と返送である。東線への列車はこの西群線への運用に組み入れられており、18時台の下りの最終単機便が東線への空のタンクコンテナを昭和電工川崎事業所へ返送したのち、西群線へ移動して発送待ちのタンクコンテナを発送する。翌日、朝一番7時台に西群線に空のタンクコンテナを返送をしたのち、単機で東線に移動して昭和電工川崎事業所のタンクコンテナを発送する形態を取る。そのため、日中の時間帯に昭和電工川崎事業所の専用線で列車を見ることはない。残りの1往復は千鳥町の埠頭を発着する甲種車両輸送列車で、必要時のみに運転される。路線中に乗務員がいったん降りて操作する珍しい手動式の踏切がある。

## 歴史
- 1964年（昭和39年）3月25日 - 塩浜操 - 千鳥町間が開業。
- 1990年（平成2年）3月10日 - 塩浜操駅を川崎貨物駅に改称。

## 駅一覧
川崎貨物駅 - 千鳥町駅

## 接続路線
- 川崎貨物駅：東海道本線（貨物支線）・神奈川臨海鉄道浮島線